# Stylopauropus schusteri
Stylopauropus schusteri är en mångfotingart som beskrevs av Paul Auguste Remy 1959. Stylopauropus schusteri ingår i släktet skaftfåfotingar, och familjen fåfotingar. Inga underarter finns listade i Catalogue of Life.